# Ruth Myers
Ruth Myers (* 1940 in Manchester) ist eine britische Kostümbildnerin.

## Leben
Ruth Myers wuchs in ihrer Geburtsstadt Manchester auf. Sie besuchte das St. Martin’s College of Art in London. Danach war sie zunächst als Garderobenfrau am Royal Court Theatre tätig und begann dort um 1963 als Designerin zu arbeiten. Für ein Jahr wechselte sie an ein Repertoiretheater in Oxford und kam dann zurück an das Royal Court Theatre. Dort war sie an rund 15 Produktionen beteiligt, unter anderem an A Hotel in Amsterdam von John Osborne.
Myers’ Tätigkeit als Kostümbildnerin in der Filmbranche begann mit Desmond Davis’ Musical-Komödie Smashing Time (1967). Weitere britische Low-Budget-Filme folgten. Danach ging sie in die USA, um mit Regisseur Gene Wilder zusammenzuarbeiten, zunächst an Der größte Liebhaber der Welt (1977), später Die Frau in Rot (1984) und Hochzeitsnacht im Geisterschloß (1986). Sie war an zahlreichen weiteren Filmproduktionen beteiligt, darunter mehrfach an Inszenierungen der Regisseure Joseph Losey, Fred Schepisi, Douglas McGrath und Jocelyn Moorhouse.
Zweimal wurde Myers für einen Oscar in der Kategorie Bestes Kostüm-Design nominiert: zunächst 1992 für ihre Mitarbeit an Barry Sonnenfelds Horrorkomödie Addams Family und 1997 an Douglas McGraths Jane-Austen-Verfilmung Emma. Für den Entwurf der rund 120 Emma-Kostüme hielt sich die in Hollywood lebende Myers für mehrere Wochen in einer Wohnung am Battersea Park in London auf. Sie ließ sich dabei von Aquarell-Illustrationen der Künstlerin Diana Sperling (1791–1862) aus dem Buch Mrs. Hurst Dancing & Other Scenes From Regency Life inspirieren. Die von Myers entworfenen Korsett-freien Kostüme in lebhafter Farbgebung wie Rosa, Grün und Hellblau trafen auf Kritik bei Anhängern traditioneller Darstellungen der von Jane Austen beschriebenen Zeit.
Myers gestaltete auch die Kostüme für die 2003 ausgestrahlte Pilotepisode der HBO-Serie Carnivàle. Dafür gewann sie 2004 einen Emmy in der Kategorie Outstanding Costumes For A Series. Bei der Verleihung der Auszeichnungen der Costume Designers Guild im gleichen Jahr wurde sie für ihre Arbeit im Bereich exzellente Fantasy-Fernsehserie ausgezeichnet.
Myers war auch an dem computeranimierten Film Monster House (2006) beteiligt. Dabei war es ihre Aufgabe, die animierten Figuren durch individuelle Kleidung authentischer zu gestalten. Sie gab später an, dieser Art des Kostümierens „befreiend“ zu finden, da sie kein Budget einhalten musste, die freie Wahl bezüglich Farben und Stoffen hatte und der Aufwand für Einkauf, Zuschneiden und Anprobieren entfiel.
2008 wurde Myers von der Costume Designers Guild mit dem Career Achievement Award sowie dem Award in der Kategorie Excellence in Fantasy Film für die Ausstattung der Literaturverfilmung Der Goldene Kompass ausgezeichnet. Für ihr Mitwirken an dem Fernsehdrama Hemingway & Gellhorn war sie 2012 für einen Emmy in der Kategorie Outstanding Costumes For A Miniseries, Movie Or A Special nominiert.
Myers war mit dem 1993 verstorbenen Production Designer Richard Macdonald verheiratet. Mit ihm arbeitete sie unter anderem an den Filmen Die romantische Engländerin, The Addams Family und Die Firma zusammen.

## Filmografie (Auswahl)
- 1967: Smashing Time
- 1968: Isadora
- 1970: Zwölf Stühle (The Twelve Chairs)
- 1972: The Ruling Class
- 1973: Mann, bist du Klasse! (A Touch of Class)
- 1975: Galileo
- 1975: Die romantische Engländerin (The Romantic Englishwoman)
- 1977: Der größte Liebhaber der Welt (The World's Greatest Lover)
- 1979: … und Gerechtigkeit für alle (…And Justice for All)
- 1980: Der Höllentrip (Altered States)
- 1983: Das Böse kommt auf leisen Sohlen (Something Wicked This Way Comes)
- 1984: Die Frau in Rot (The Woman in Red)
- 1985: Eine demanzipierte Frau (Plenty)
- 1986: Hochzeitsnacht im Geisterschloß (Haunted Honeymoon)
- 1988: Die Reisen des Mr. Leary (The Accidental Tourist)
- 1988: Liebe auf Texanisch (Baja Oklahoma)
- 1990: Das Rußland-Haus (The Russia House)
- 1991: Die blonde Versuchung (The Marrying Man)
- 1991: Addams Family
- 1992: Der letzte Komödiant – Mr. Saturday Night (Mr. Saturday Night)
- 1993: Die Firma (The Firm)
- 1994: I.Q. – Liebe ist relativ (I.Q.)
- 1996: Emma
- 1997: Tausend Morgen (A Thousand Acres)
- 1998: Deep Impact
- 1999: Das schwankende Schiff (Cradle Will Rock)
- 2000: Lebenszeichen – Proof of Life (Proof of Life)
- 2002: Nicholas Nickleby
- 2003: Carnivàle (Fernsehserie, Pilotfolge)
- 2006: Kaltes Blut – Auf den Spuren von Truman Capote (Infamous)
- 2006: Monster House
- 2006: Der bunte Schleier (The Painted Veil)
- 2007: Der Goldene Kompass (The Golden Compass)
- 2008: City of Ember – Flucht aus der Dunkelheit (City of Ember)
- 2011: The Deep Blue Sea
- 2012: Hemingway & Gellhorn
- 2014: Vampire Academy
- 2015: Mortdecai – Der Teilzeitgauner (Mortdecai)
- 2015: Molly Moon (Molly Moon and the Incredible Book of Hypnotism)
- 2017: Legend of Tarzan
- 2019: L.A. Confidential (Fernsehfilm)